# Doris Debenjak

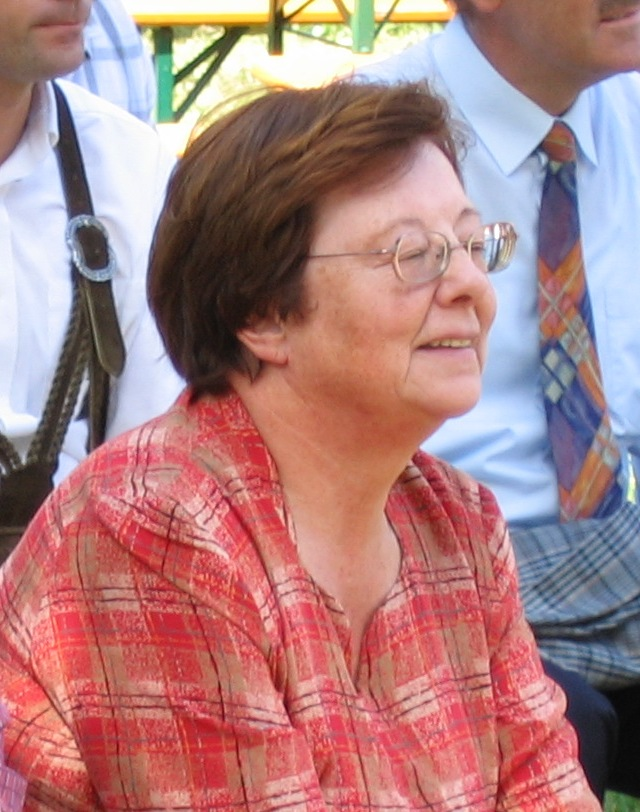
Doris Debenjak

Doris Debenjak, geborene Krisch (* 5. August 1936 in Ljubljana, Jugoslawien; † 21. September 2013 in Ljubljana, Slowenien) war eine jugoslawische bzw. slowenische Linguistin und Übersetzerin.

## Leben
Die Eltern von Doris Krisch kamen aus dem Gottscheer Land, doch wuchs die Tochter in Ljubljana zweisprachig mit Slowenisch und Deutsch auf, ohne die Gottscheer Mundart ihrer Eltern zu erlernen. Sie heiratete den slowenischen Philosophen und Übersetzer Božidar Debenjak, mit dem sie bis zu ihrem Tode verheiratet war.
Doris Debenjak schloss ihr Studium der deutschen und englischen Sprache und Literatur 1959 an der Philosophischen Fakultät der Universität Ljubljana ab. Für ein Jahr war sie sodann Dozentin an der Lehrerbildungsanstalt in Novo mesto. 1960 ging sie als Assistentin und später als Lektorin für Deutsch an den Fachbereich Germanische Sprachen und Literatur an der Philosophischen Fakultät in Ljubljana. Ab 1982 führte sie als freie Kulturschaffende Übersetzungen vom Deutschen ins Slowenische und umgekehrt durch. Von 1988 bis 1991 war sie Vorsitzende des Verbandes der wissenschaftlichen und technischen Übersetzer Jugoslawiens (Savez društava znanstvenih i tehničkih prevodilaca Jugoslavije / Zveza društev znanstvenih in tehniških prevajalcev Jugoslavije). Sie ist unter anderem Hauptautorin des größten deutsch-slowenischen und slowenisch-deutschen Wörterbuchs, das sie gemeinsam mit ihrem Mann und ihrem Sohn Primož Debenjak herausgab. Alle drei verwirklichten gemeinsam auch die Übersetzung von Johann Weichard von Valvasors Ehre des Hertzogtums Krain ins Slowenische, wofür sie mit dem Orden für Verdienste (Red za zasluge) der Republik Slowenien ausgezeichnet wurden. Doris Debenjak war allerdings bei der Verleihung bereits verstorben.
Doris Debenjak war Mitglied des 1992 in Pöllandl / Kočevske Poljane gegründeten Gottscheer Altsiedlervereins / Društvo Kočevarjev staroselcev und wurde am 8. Dezember 2002 in Krapflern / Občice in dessen Vorstand gewählt.

## Werke (Auswahl)
- Doris Debenjak: Deutsch-slowenisches und slowenisch-deutsches Wörterbuch / Nemško-slovenski in slovensko-nemški slovar, Ljubljana 1974, 1988(6);
- Ivan Maček Matija: Erinnerungen eines jugoslawischen Freiheitskämpfers, Köln 1984 (Übersetzung aus dem Slowenischen ins Deutsche);
- Johann Gottlieb Fichte, Izbrani spisi, Ljubljana 1984 (Übersetzung aus dem Deutschen ins Slowenische),
- Doris Debenjak, Božidar Debenjak, Primož Debenjak: Großes deutsch-slowenisches Wörterbuch / Veliki nemško-slovenski slovar, Ljubljana 1993, 1998; Großes slowenisch-deutsches Wörterbuch / Veliki slovensko-nemški slovar, Ljubljana 1995
- Janez Vajkard Valvasor: Slava vojvodine Kranjske, integralni prevod [Integral-Übersetzung]. Katalogeintrag bei Cobiss (Übersetzerin). Ljubljana 2009–2012 [Die Ehre dess Hertzogthums Crain: das ist, Wahre, gründliche, und recht eigendliche Belegen- und Beschaffenheit dieses Römisch-Keyserlichen herrlichen Erblandes; Laybach 1689].
- Janez Vajkard Valvasor: Popolna topografija stare in sodobne nadvojvodine Koroške (Übersetzerin). Ljubljana 2014 [Topographia Archiducatus Carinthiae antiquae & modernae completa: Das ist Vollkommene und gründliche Land – Beschreibung des berühmten Erz – Herzogthums Kärndten; Nürnberg 1688].